# Romagnano al Monte
Romagnano al Monte község (comune) Olaszország Campania régiójában, Salerno megyében.

## Fekvése
A megye északkeleti részén fekszik. Határai: Balvano, Buccino, Ricigliano, Salvitelle, San Gregorio Magno és Vietri di Potenza.

## Története
Első említése a 12. századból származik. A következő századokban nemesi birtok volt. A 19. században nyerte el önállóságát, amikor a Nápolyi Királyságban felszámolták a feudalizmust.

## Népessége
A népesség számának alakulása:

## Főbb látnivalói
- Maria SS. del Rosario-templom
- Carpenino malom